# نصف‌النهار ۱۷۷ درجه غربی
نصف‌النهار ۱۷۷ درجه غربی ۱۷۷مین نصف‌النهار غربی از گرینویچ است که از لحاظ زمانی 11ساعت و 48دقیقه با گرینویچ اختلاف زمانی دارد.
این نصف‌النهار از قطب شمال شروع و از مناطق زیر گذشته و به قطب جنوب ختم می‌شود.
- اقیانوس آرام